# Tiergartentunnel (Blankenheim)
Il Tiergartentunnel ("Galleria dello Zoo"), costruito nel 1468/1469 e lungo circa 150 m, è un acquedotto medievale nel paese di Blankenheim (circondario di Euskirchen) importante perché all'epoca simili costruzioni in galleria erano sconosciute in Europa. 
Serviva all'approvvigionamento idrico del castello di Blankenheim. 
La galleria fu costruita con tecnica qanat e prevedeva oltre cinque canali verticali per l'intercettazione della falda acquifera. 
Per superare una depressione, parte del percorso era realizzata con condotta in pressione. 
Il manufatto è stato scoperto nel 1997 e quindi scavato. Parti della galleria sono percorribili.